# 聖托馬斯區 (庫特爾沃省)

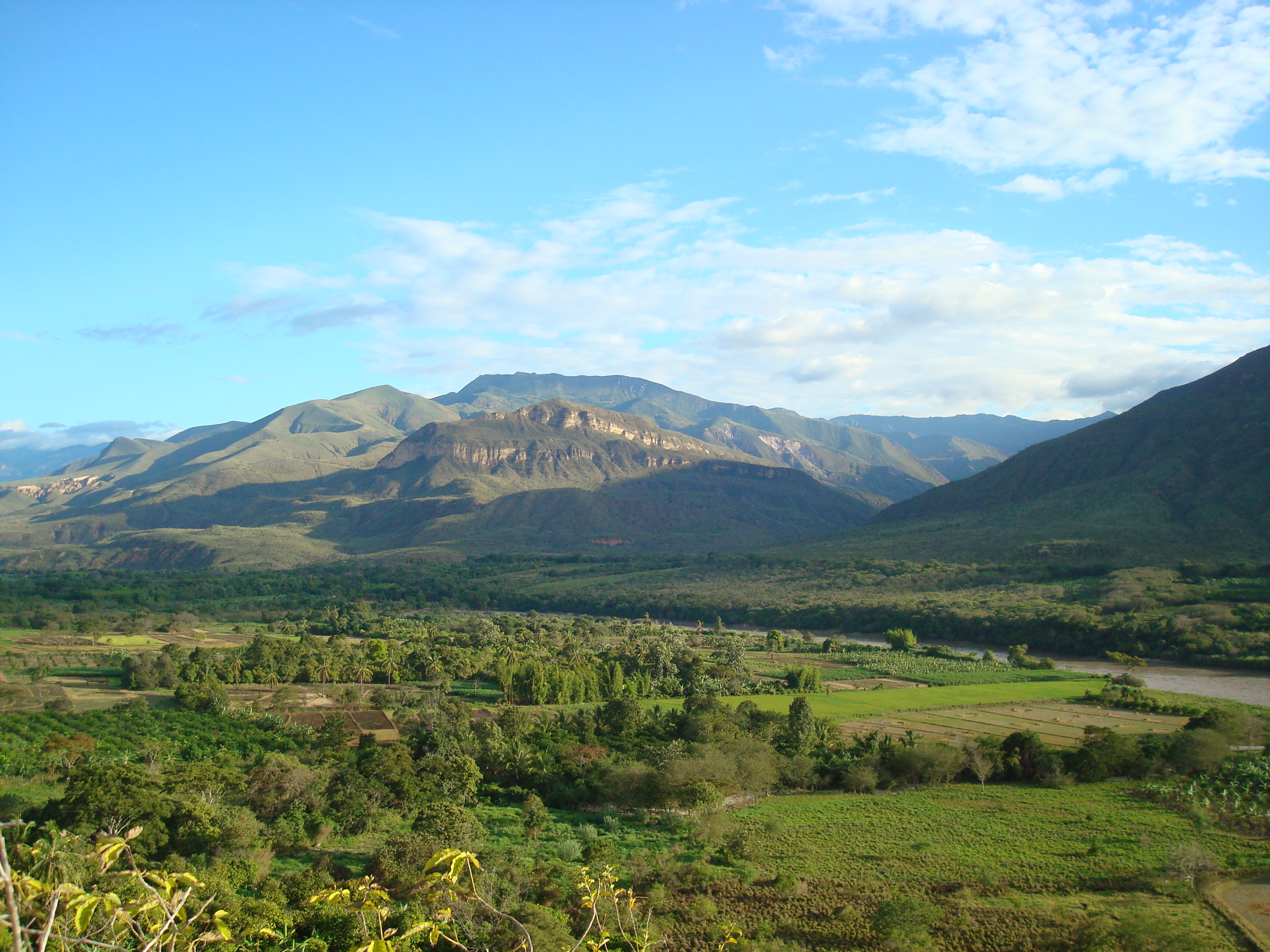

6°22′45″S 78°49′02″W / 6.3793°S 78.8171°W
聖托馬斯區（西班牙語：Distrito de Santo Tomás），是秘魯的一個區，位於該國北部卡哈馬卡大區的庫特爾沃省，始建於1920年8月17日，面積279.6平方公里，海拔高度2,000米，2005年人口9,182，人口密度每平方公里33人。